# Christopher Díaz
Christopher Felipe Díaz Peña (Curicó, 25 de julio de 1995) es un futbolista chileno apodado "Coca" que juega de defensa en Unión La Calera de la Primera División de Chile.

## Trayectoria
Formado en Curicó Unido (club del lugar donde él nació) salió de las inferiores para debutar en el fútbol profesional durante el torneo de transición 2013 de la primera B.
Posteriormente en 2016 tuvo un fugaz paso por el fútbol canadiense, específicamente en el Vancouver Whitecaps 2, donde alcanzó a disputar 9 partidos.
El año 2017 regresa a Curicó Unido para disputar el ascenso, el cual consigue ese mismo año, dándole su segundo campeonato al club maulino. Consecuentemente disputa el Transición de Primera División 2017 y al año siguiente por el mismo club juega en el Primera División 2018, durante esos dos años en Primera división disputa 22 partidos.
En 2019 es parte de una particular situación al ser presentado oficialmente por dos clubes, Deportes La Serena por un lado y, Cobreloa por otro. Decidiéndose finalmente por Cobreloa, donde consigue una importante regularidad participando de la mayoría de los partidos.
A finales de 2019 es presentado en Rangers de Talca, solicitado principalmente por el técnico rojinegro Luis Marcoleta quien lo conocía desde su estadía en Curicó. Durante el año disputa gran parte de los partidos del campeonato, demostrando a su vez un gran nivel y siendo parte fundamental de la campaña que dejó al club piducano muy cerca del ascenso. A principios de 2021 el club confirma la renovación del defensor por dos años más
Luego de 5 temporadas en el conjunto talquino, en diciembre de 2024 es anunciado como nuevo jugador de Unión La Calera de la Primera División.

## Clubes
| Club             | País   | Año       |
| ---------------- | ------ | --------- |
| Curicó Unido     | Chile  | 2013-2016 |
| Whitecaps FC 2   | Canadá | 2016      |
| Curicó Unido     | Chile  | 2017-2018 |
| Cobreloa         | Chile  | 2019      |
| Rangers de Talca | Chile  | 2020-2024 |
| Unión La Calera  | Chile  | 2025-Act. |

## Palmarés
| Título    | Club         | País  | Año     |
| --------- | ------------ | ----- | ------- |
| Primera B | Curicó Unido | Chile | 2016-17 |